# Istoria satului Goriuhino
Istoria satului Goriuhino (rusă История села Горюхина) este o schiță a scriitorului rus Aleksandr Pușkin, începută în anul 1830 și abandonată de către autor.
Povestirea a fost începută în toamna anului 1830 la Boldino, după terminarea „Povestirilor lui Belkin”. Numirea de Goriuhino a satului corespunde numirii satului Razoreonaia, descris de Radișcev. Câteva familii de țărani din Boldino purtau numele de Goriunov. 
Pușkin a încetat să lucreze la „Istoria satului Goriuhino”, deoarece era cu neputință ca această operă îndreptată împotriva iobăgiei, operă care prin relieful  și ascuțimea satirei preceda satira lui Saltâkov-Șcedrin, să treacă prin cenzura țaristă. Povestirea a fost publicată pentru prima oară după moartea lui Pușkin, cu numeroase denaturări și lipsuri, sub titlul schimbat în mod arbitrar: „Letopisețul satului Goriuhino”, în revista „Sovremennik” pe anul 1837, vol. VII, Nr.3